# Max Lange
Max Lange (Magdeburg, 7 d'agost de 1832 - Leipzig, 8 de desembre de 1899) fou un jugador i compositor d'escacs alemany.

## Biografia i resultats destacats en competició
Entre 1858 i 1864, fou editor de la publicació Deutsche Schachzeitung. Va ser un dels fundadors de la Westdeutschen Schachbundes (WDSB) i va organitzar el 9è Congrés de la DSB (Kongresse des Deutschen Schachbundes) a Leipzig el 1894. Va ser el segon president de la DSB.
Max Lange va guanyar quatre campionats d'Alemanya Occidental: tres vegades a Düsseldorf (1862, 1863 i 1864) i un a Aquisgrà el 1868 (7è Congrés de la WDSB). També va guanyar a Hamburg el 1868 (1r Congrés de la Federació d'escacs del Nord d'Alemanya, NDSB).

## Obres
Lange va publicar Lehrbuch des Schachspiel (Halle, 1856) i Handbuch der Schachaufgaben (Leipzig, 1862).

## Contribucions a la teoria dels escacs
La variant de la defensa dels dos cavalls 1.e4 e5 2.Cf3 Cc6 3.Ac4 Cf6 4.d4 exd4 5.O–O Ac5 6.e5 té per nom Atac Max Lange. La variant 1.e4 e5 2.Cc3 Cc6 de l'obertura vienesa és coneguda com a defensa Max Lange.